# Ie Seum
Ie Seum is een bestuurslaag in het regentschap Aceh Besar van de provincie Atjeh, Indonesië. Ie Seum telt 512 inwoners (volkstelling 2010).